# Hyalotiastrum salvadorae
Hyalotiastrum salvadorae är en svampart som beskrevs av Abbas, B. Sutton, Ghaffar & Al. Abbas 2003. Hyalotiastrum salvadorae ingår i släktet Hyalotiastrum, divisionen sporsäcksvampar och riket svampar.   Inga underarter finns listade i Catalogue of Life.